# Ian Cecil Robert Rowley
Pour les articles homonymes, voir Rowley.
Ian Cecil Robert Rowley (1926 - 29 mai 2009) est un ornithologue australien.

## Biographie
Travaillant pour le CSIRO, ses travaux sur les maluridés sont bien connus. Il fait partie de la Royal Australasian Ornithologists Union depuis 1989 et a dirigé sa publication, Emu, de 1990 à 2000. Il est le premier récipiendaire de la médaille D.L. Servent en 1991, reconnaissant la qualité de ses travaux ornithologiques.

## Liste partielle des publications
- 1975 : Bird Live. Australian Naturalist Library. Collins : Sydney.
- 1990 : Behavioural Ecology of the Galah, Eolophus roseicapillus, in the Wheatbelt of Western Australia. Surrey Beatty & Sons Pty Ltd : Chipping Norton.
- 1997 : avec Eleanor Russell, Fairy-wrens and Grasswrens. Bird Families of the World. N° 4. Oxford University Press : Oxford.